# Pevnostní silnice
Pevnostní silnice byly budovány v rámci výstavby československého opevnění během druhé poloviny třicátých let dvacátého století. Jednalo se komunikace o patřičné kapacitě a únosnosti umožňující zásobování dělostřeleckých tvrzí budované v místech, kde se podobná komunikace buď vůbec nevyskytovala, neměla potřebné parametry nebo nebyla z hlediska terénního krytí vhodně vedena.

## Trasování
Pevnostní silnice byly budovány zásadně v týlovém prostoru dělostřelecké tvrze a byly trasovány tak, aby byly maximálně kryty před nepřátelským ostřelováním. Napojovaly vjezd vchodového objektu tvrze na veřejnou silniční síť.
Dále jsou uvedeny bližší popisy některých silnic.

## Silnice Těchonín - tvrz Bouda

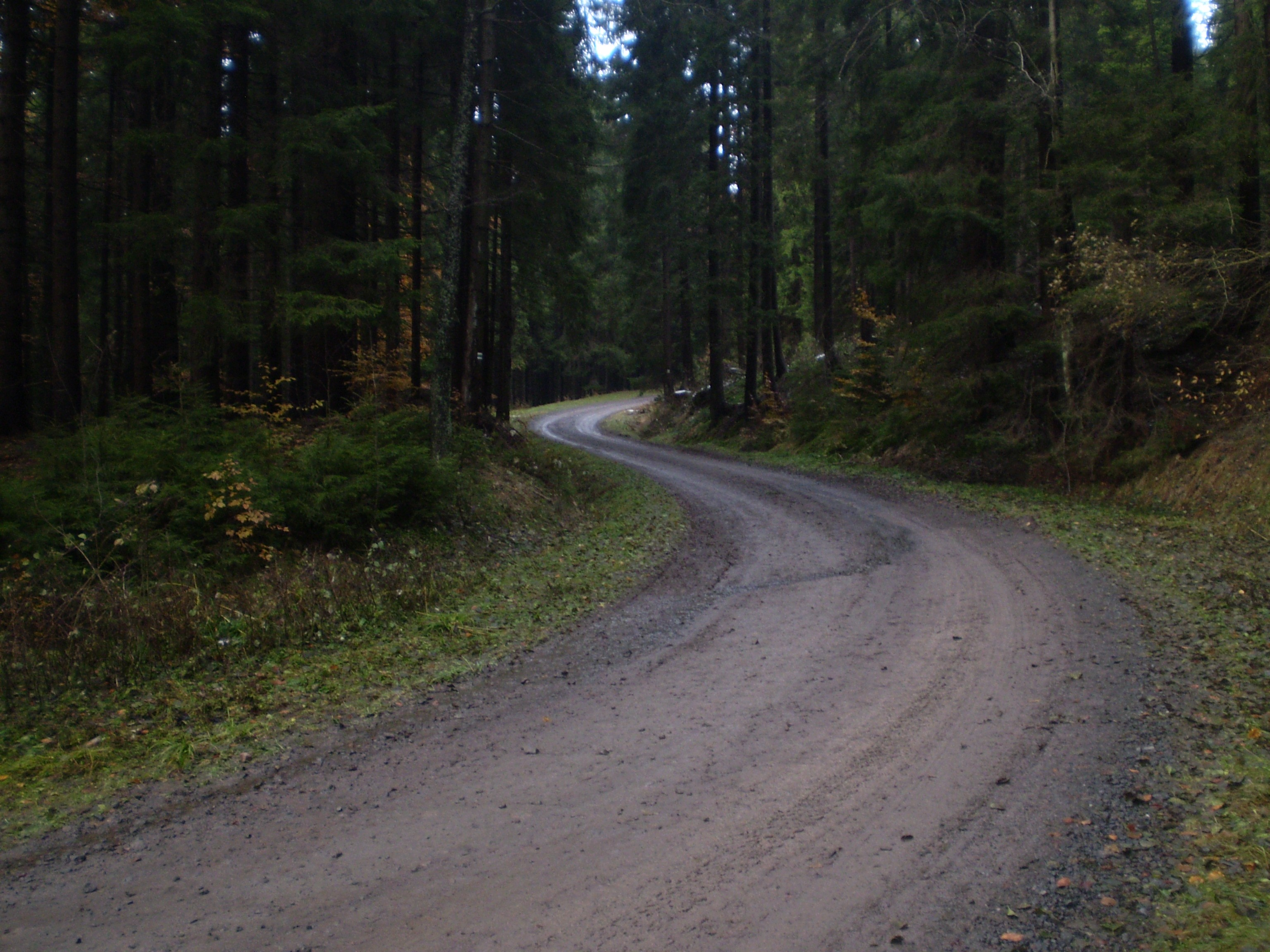
Pevnostní silnice Těchonín - Bouda v horní části trasy

Zmíněná silnice byla budována Uhelným dolem z větší části podél Těchonínského potoka. Ve svém počátku byla napojena na slepou silnici končící ve východní části obce Těchonín. V závěrečné části trasy se silnice od potoka odklání a dvěma téměř protisměrnými zatáčkami vystoupá severním svahem Uhelného dolu do nadmořské výšky 790 m k vchodovému objektu K-Ba-S 22a "Krok". Autorem projektu byl Ing. Jaroslav Mojžíš. Celková délka silnice je 3983 metrů a šířka v koruně 3,5 metru (ve výhybnách a točnách 6 metrů). Silnice byla budována firmou Litická akciová společnost v období mezi 22. 7. 1936 a 16. 6. 1937. Kolaudace proběhla 26. 8. 1938. Dnes je silnice využívána jako lesní cesta a přístupová komunikace ke tvrzi. Vede po ní zelená turistická značka. Vjezd na ní je pro běžný provoz zakázán. Není a nikdy nebyla zpevněna asfaltem. Některé výhybny jsou zřetelné a využívané dosud. Podél silnice se dochovaly zbytky původního vybavení (patníky, odrazníky, zábradlí, hraniční kameny vojenské správy). Některé exempláře byly přeneseny do expozice umístěné v interiéru dělostřelecké tvrze Bouda, která je provozována jako muzeum. U vchodového objektu tvrze Bouda na ní přímo navazuje cesta vybudovaná firmou Ing. Zdenko Kruliš Praha z důvodu zásobování výstavby tvrze a vedoucí přes hřeben Bukovohorské hornatiny do jejích severovýchodních svahů, kde se napojovala na tehdejší systém lesních cest.

## Silnice Pastviny - tvrz Adam
Tato silnice byla napojena na dnešní silnici II/312 Žamberk - Králíky v místní části Pastvin Vítanově a vede údolím Vítanovského potoka k vchodovému objektu K-Am-S 43a "Na Sekyře". Rovněž tuto silnici projektoval Ing. Jaroslav Mojžíš a je dlouhá 3893 metrů. Vzhledem k silnější výzbroji tvrze, než jak je tomu u tvrze Bouda, a tudíž k většímu množství uvažovaného přepravovaného materiálu, byla tato silnice projektována jako kapacitnější o šířce v koruně 6 metrů. Zároveň zde nebyly projektovány výhybny. Dnes je silnice vyasfaltována a stále používána k zásobování tvrze, která je využívána Armádou České republiky. Prostor tvrze stejně jako horní část silnice je veřejnosti nepřístupný. V poválečném období došlo k jejímu prodloužení k silnici II/311 u hraničního přechodu Petrovičky.

## Silnice Horní Rokytnice - tvrz Hanička
Silnice byla napojena na dnešní silnici II/319 Rokytnice v Orlických horách - Bartošovice v Orlických horách nad místní částí Horní Rokytnicí. Zpočátku vede údolím potoka Rokytenky, od kterého se v horní části odvrací směrem k východu a vede k vchodovému objektu R-H-S 79a "U silnice". Délka silnice je přibližně dva kilometry. V současné době je zpevněna asfaltem a je využívána k zásobování muzejně zpřístupněné tvrze a k přístupu do lesního masívu v jejím okolí. Pro běžný provoz je vjezd na komunikaci zakázán.

## Silnice ke tvrzi Smolkov

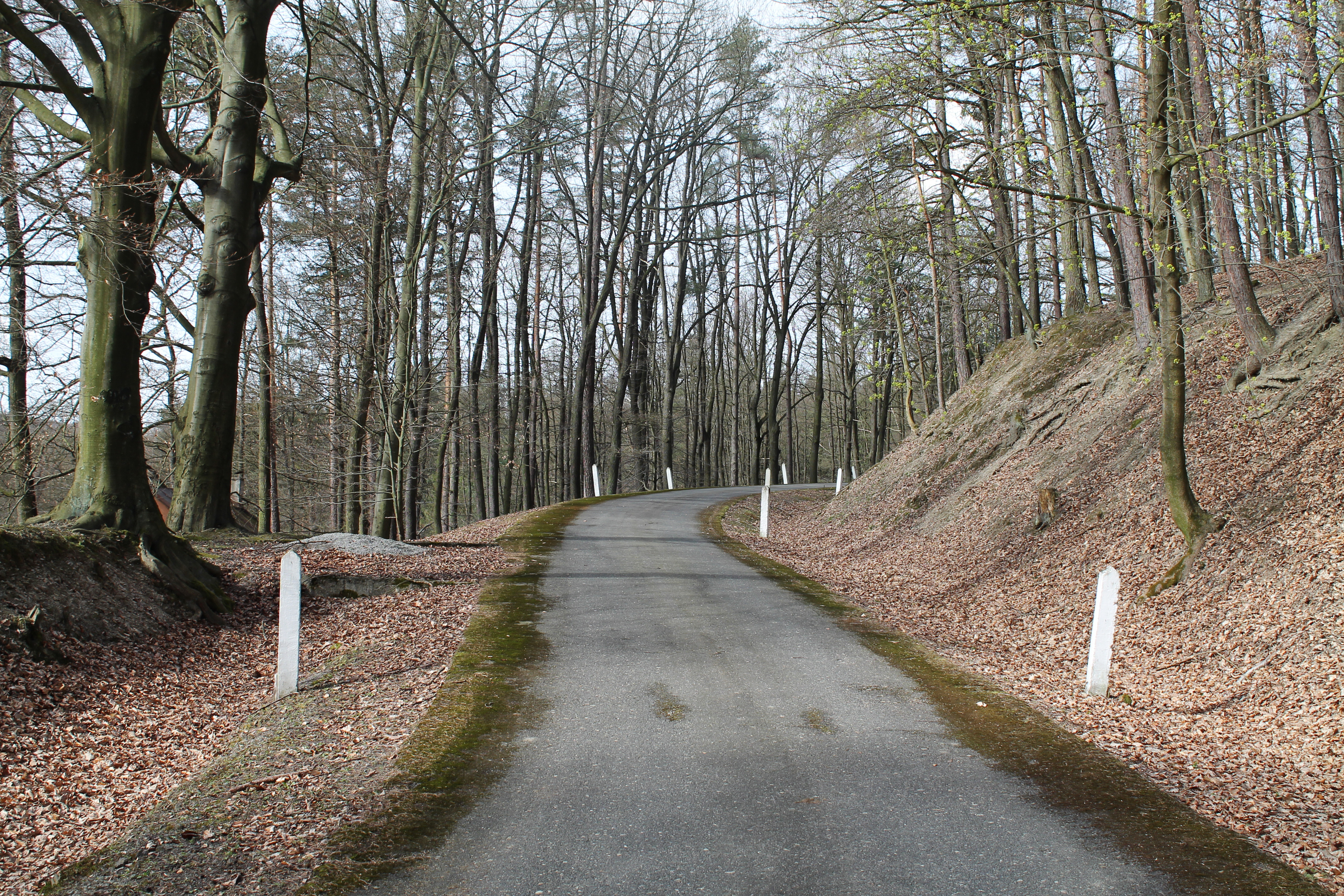
Pevnostní silnice k vchodovému objektu tvrze Smolkov

Silnice byla napojena na veřejnou silnici Hrabyně - Háj ve Slezsku přibližně jeden kilometr od dnešního okraje Háje. Je dlouhá asi půl kilometru a za pomoci jedné téměř protisměrné zatáčky stoupá ke vchodovému objektu MO-S 41 "Nad Valchou". Tvrz Smolkov je dodnes využívána Armádou České republiky a prostor vchodového objektu je nepřístupný.